# Pseudomops luctuosus
Pseudomops luctuosus är en kackerlacksart som först beskrevs av Henri Saussure 1868.  Pseudomops luctuosus ingår i släktet Pseudomops och familjen småkackerlackor. Inga underarter finns listade i Catalogue of Life.